# Benedikt XVI.
Benedikt XVI. (lat. Benedictus PP. XVI.; Marktl, Bavarska, 16. travnja 1927. – Vatikan, 31. prosinca 2022.), rođen kao Joseph Alois Ratzinger, bio je 265. poglavar Katoličke Crkve, papa od 19. travnja 2005. do svojeg odreknuća 2013.
Kardinalska konklava izabrala je Josepha Aloisa Ratzingera za papu (265. po redu) 19. travnja 2005. godine. S više od 78 godina starosti, Joseph Ratzinger bio je najstariji papa izabran u zadnjih do tada 275 godina, nakon pape Klementa XII. Benedikt XVI. je osmi Nijemac koji je izabran za papu, posljednji je bio nizozemsko-njemački Hadrijan VI. (1522. – 1523.), dok je posljednji papa s imenom Benedikt bio Benedikt XV., koji je služio od 1914. do 1922. godine.
Bio je najmlađi od troje djece u obitelji skromnog imovinskog stanja, ali duboko vjerničkoj. Za svećenika je zaređen 1951. godine, zajedno s bratom Georgom. Doktorirao je teologiju 1953. godine i četiri godine kasnije postao sveučilišni profesor. Bio je redoviti profesor dogmatike i fundamentalne teologije. Predavao je na četiri sveučilišta. Papa Pavao VI. imenovao ga je za kardinala 27. lipnja 1977. godine, a četiri godine kasnije 1981. godine papa Ivan Pavao II. postavio ga je za pročelnika Kongregacije za nauk vjere. Kao pročelnik Kongregacije, Ratzinger je preispitivao, branio i potvrđivao katolički nauk u vezi mnogih aktualnih tema. Za razliku od svoga prethodnika, koji je bio više temeljen na moral i socijalnu dimenziju katoličke vjere, želio je upozoriti na temeljne teološke teme koje prethode moralu: sloboda, ljubav, Bog i Krist. Često je propovijedao o prijateljstvu s Isusom, promicao je novu evangelizaciju, osuđivao je moralni relativizam i konzumerizam. Imao je veći broj pastoralnih putovanja. Posjetio je i Hrvatsku 4. i 5. lipnja 2011. godine, pod geslom „Zajedno u Kristu”. Dana 11. veljače 2013., Vatikan je objavio da se papa Benedikt odriče službe Rimskog biskupa, nasljednika svetog Petra, zbog svoje poodmakle dobi, s danom 28. veljače 2013. godine.
Benedikt XVI. preminuo je ujutro na Silvestrovo 2022. u 95. godini života u negdašnjem samostanu Mater Ecclesiae u Vatikanu. Kako navodi više medija diljem svijeta, među kojima i Vatican News, Benediktove su posljednje riječi bile „Gospodine, volim te“. Poslije svečanog rekvijema, održana 5. siječnja 2023. na vatikanskom Trgu sv. Petra, lijes s njegovim tijelom položen je u grobnicu u kripti Papinske bazilike sv. Petra u Vatikanu.

## Životopis
Benedikt XVI., Joseph Ratzinger, rođen je na Veliku subotu, 16. travnja 1927. godine u Marktlu na Innu u obitelji Josepha i Marije Ratzinger (djevojački Peintner). Kršten je samo četiri sata nakon rođenja, na uskrsno jutro. Bio je najmlađi od troje djece u obitelji skromnog imovinskog stanja, ali duboko vjerničkoj. Otac Joseph bio je policajac. Brat Georg zaredio se za svećenika. Njihova sestra Maria Ratzinger, koja se nikada nije udala, vodila je kućanstvo svome bratu Josephu sve do svoje smrti 1991. godine. Njihov rođak Georg Ratzinger bio je njemački demokršćanski političar.
U dobi od pet godina, Ratzinger je bio u skupini djece, koja je cvijećem pozdravila posjet kardinala Münchena. Zadivljen kardinalovom odorom, isti dan poželio je postati kardinal. Ratzinger je pohađao osnovnu školu u Aschau na Innu, koja je kasnije preimenovana u njegovu čast 2009. godine. Mladenaštvo je proveo u Traunsteinu.
Nakon njegova 14. rođendana 1941. godine, Ratzinger je bio uvršten u članstvo Hitlerove mladeži, što je po zakonu iz 1939., automatski bilo obavezno za sve njemačke dječake od 14. godine. Nije sudjelovao na sastancima, jer ga to nije zanimalo, prema riječima njegova brata. Sve slobodno vrijeme posvetio je učenju. Njegova obitelj bila je protiv nacista. Oko 80-90% njemačke mladeži bilo je u članstvu Hitlerove mladeži. Oni koji su odbili, završili bi u koncentracijskom logoru. Godine 1941., jedan od Ratzingerovih rođaka, 14-godišnji dječak s Downovim sindromom, odveden je od strane nacističkog režima i ubijen tijekom Eutanazijskog programa T-4, kojim su se eutanazirale osobe s posebnim potrebama.
Od 1943. do 1945., kao maloljetnik bio je regrutiran i s mnogim drugim dječacima, bio je pomoćno osoblje u vojnim zračnim bazama. Jedno vrijeme 1944., bio je raspoređen na granicu Austrije s Mađarskom, gdje je pomagao u pripremi protutenkovske obrane u slučaju očekivanog napada Crvene armije. U studenom 1944., poslan je kući. Nakon tri tjedna, poslan je na obuku u blizini svog mjesta. Nije sudjelovao u borbama. Američki su se vojnici približavali njegovom zavičaju u to vrijeme. Pri kraju rata, pobjegao je iz vojske, koja se raspadala. Pri bijegu je naišao na njemačku stražu, ali su ga poštedjeli, jer je imao povrijeđenu ruku. Američki vojnici imali su svoj stožer u Ratzingerovoj kući. Identificirali su ga kao njemačkog vojnika i poslali u zarobljenički logor u blizini Ulma, gdje je bio na livadi okruženoj bodljikavom žicom nekoliko tjedana. Konačno je 19. lipnja 1945., poslan kući. Nakon II. svjetskog rata započeo je filozofsko-teološke studije. Za svećenika je zaređen 1951. godine, zajedno s bratom Georgom.
Doktorirao je teologiju 1953. godine i četiri godine kasnije postao sveučilišni profesor. Bio je redoviti profesor dogmatike i fundamentalne teologije. Predavao je na četiri sveučilišta, te je kao profesor bio jako omiljen i imao vrlo dobro posjećena predavanja. Kao teolog bio je savjetnik kardinala Fringsa na II. vatikanskom koncilu te je s njim surađivao na pripremanju govora. U trećem Fringsovu govoru, koji je postao slavan, tražila se reforma metoda Svetog oficija (kasnije Kongregacije za nauk vjere kojoj je Ratzinger od 1981. godine do smrti Ivana Pavla II. bio na čelu). Ubrajan je u "progresivne" teologe. Kao teolog, smatra se sljedbenikom sv. Augustina.
Nadbiskupom i kardinalom je imenovan 1977. godine. Zbog uloge koju je imao kao prefekt najvažnije vatikanske Kongregacije za nauk vjere, počeli su ga smatrati konzervativcem. On je uvijek nijekao da je došlo do bitnih promjena u njegovim stavovima, govorio je da je samo došlo do promjena u naglasku. Bio je jedan od najbližih suradnika svoga prethodnika Ivana Pavla II.
Za poglavara Katoličke Crkve je izabran 19. travnja 2005. Na početku njegova mandata očekivanja su bila različita, mediji su ga uglavnom dočekali "na nož". Izgleda da je s vremenom ipak stekao simpatije vjernika. Za razliku od svoga prethodnika, koji je bio više baziran na moral i socijalnu dimenziju katoličke vjere, želio je upozoriti na teološke teme koje prethode moralu: sloboda, ljubav, Bog i Krist. Njegova prva enciklika Deus caritas est (Bog je ljubav) u kojoj analizira i pokušava pomiriti shvaćanje erotske i kršćanske ljubavi to potvrđuje. U usporedbi s prethodnikom, izgleda da se za razliku od Ivana Pavla II. koji je volio nastup i djelovao vizualno, Benedikt više oslanja na riječ. Napisao je 66 knjiga. Na hrvatskom su mu objavljene knjige: Uvod u kršćanstvo, Sol zemlje, Bog i svijet, Razgovor o vjeri, Bog je s nama, Na putu k Isusu Kristu, Vjera - istina - tolerancija, Božićni blagoslov, Bog Isusa Krista, Moj život (autobiografija), Duh liturgije, U službi istine... On sam svojim temeljnim djelom drži Eshatologiju koju je napisao kao 9. svezak katoličke dogmatike koju je uredio J. Auer. To djelo još nije prevedeno na hrvatski.
Papa Benedikt XVI. odlično je svirao klavir. Uz njemački, dobro govorio francuski i talijanski. Koristio se i latinskim, engleskim, španjolskim, poljskim i portugalskim. Bio je član nekoliko akademija znanosti.

## Prefekt Kongregacije za nauk vjere
Dana 25. studenog 1981. papa Ivan Pavao II. imenovao je Josepha Ratzingera za prefekta Kongregacije za nauk vjere. Promaknut je unutar Kolegija kardinala u kardinala biskupa s titulom suburbikalne biskupije Velletri-Segni 1993. Bio je imenovan vicedekanom Kardinalskog zbora 1998., i dekan Kardinalskog zbora 2002. Kardinal Joseph Ratzinger pridružio se Europskoj akademiji znanosti i umjetnosti u Salzburgu 1991., samo godinu dana nakon njena osnutka.
Kao prefekt Kongregacije, Ratzinger je preispitivao, branio i potvrđivao katolički nauk u vezi mnogih aktualnih tema, uključujući kontrolu rađanja, homoseksualnost i međuvjerski dijalog. Preispitivao je djelovanje nekih teologa, pa je npr. teolog Leonardo Boff, pobornik Teologije oslobođenja bio suspendiran. Preispitivao je neke spise isusovačkog indijskog svećenika Anthonyja de Mella, nađene nakon njegove smrti, koji su bili predmet istrage. Za neke od nje, utvrđeno je da odudaraju od crkvenog nauka.
U godini Velikog jubileja 2000. godine, Kongregacija je objavila dokument "Dominus Iesus", u kojem među ostalom piše, da spasenje dolazi od Isusa preko Crkve, koja je njegovo "Tijelo". Izražava se zabrinutost za spas duša protestanskih vjernika i tvrdi se, da protestantske crkve zapravo nisu crkve, već "crkvene zajednice", jer nemaju valjano zaređene biskupe nakon crkvenog raskola.
Dana 12. ožujka 1983. Joseph Ratzinger, kao prefekt obavijestio je, da je vijetnamski nadbiskup Ngo Dinh Thuc ekskomuniciran jer je nezakonito zaređivao biskupe.
Godine 1997., kada je navršio 70 godina, Ratzinger je pitao papu Ivana Pavla II. za dopuštenje, da napusti Kongregaciju za nauk vjere i postane arhivist u Vatikanskim tajnim arhivima i knjižničar u Vatikanskoj knjižnici, ali je papa odbio.

## Pontifikat

### Izbor za papu
Dok je bio prefekt Kongregacije za nauk vjere, Joseph Ratzinger više je puta izjavio, kako bi volio otići u mirovinu i posvetiti se pisanju knjige na selu u rodnoj Bavarskoj.
Dana, 19. travnja 2005., Joseph Ratzinger izabran je za nasljednika pape Ivana Pavla II., drugi dan papinske konklave nakon četiri glasovanja. Ratzinger se nadao, da će otići u mirovinu i rekao da je za vrijeme konklave: "u određenom trenutku molio Boga: "Molim Te, nemoj mi to učiniti" - očito, ovaj put nije me uslišao." Poklopilo se, da je 19. travnja blagdan svetog Lava IX., najvažnijeg pape Nijemca, poznatog po pokretanju velike reforme tijekom svoga pontifikata.
Prije prvog pojavljivanja na balkonu na Trgu svetog Petra kao papa, najavio ga je protođakon, čileanski kardinal Jorge Medina Estevez. Prve riječi novog pape bile su: "Draga braćo i sestre, nakon velikoga pape Ivana Pavla II. gospoda kardinali izabrali su mene, jednostavnog i poniznog radnika u Gospodnjem vinogradu. Tješi me činjenica da Gospodin zna raditi i djelovati i s nedostatnim sredstvima i nadasve se pouzdajem u vaše molitve. U radosti Gospodina uskrsloga, pouzdavajući se u njegovu trajnu pomoć, idemo naprijed. Gospodin će nam pomoći, a Marija, Njegova Presveta majka bit će uz nas. Hvala."
Dana 24. travnja, slavio je svoju inauguracijsku sv. misu na Trgu svetog Petra, tijekom kojih je obukao palij i stavio prsten ribara, znakove papinske službe. Zatim, dana 7. svibnja, preuzeo je svoju katedralnu naslovnu crkvu - baziliku sv. Ivana Lateranskoga, "glavu i crkvu svih crkava svijeta"

### Odabir imena
Izabrao je papinsko ime "Benedikt XVI.", koje dolazi od latinske riječi "benedictus" koja znači "blaženi", u čast pape Benedikta XV. i sv. Benedikta. Papa Benedikt XV. bio je papa tijekom Prvog svjetskog rata, a za to vrijeme on se strastveno zalagao za mir između zaraćenih naroda. Sveti Benedikt bio je osnivač benediktinskog reda i niza samostana (većina samostana u srednjem vijeku bili su benediktinskog reda) i autor Pravila svetoga Benedikta, koji je još uvijek najutjecajniji tekst o redovničkom životu zapadnog kršćanstva.
Papa je objasnio svoj izbor imena tijekom svoje prve opće audijencije na Trgu svetog Petra, 27. travnja 2005. godine: "Ispunjen osjećajima strahopoštovanja i zahvaljivanja, želim govoriti o tome zašto sam izabrao ime Benedikt. Prvo, sjećam se pape Benedikta XV., koji je bio hrabri prorok mira, vodio je Crkvu kroz turbulentna vremena rata. U njegove stope stavljam svoju službu kao službu pomirenja i sklada među ljudima. Osim toga, sjećam se sv. Benedikta Nursijskog, suzaštitnika Europe, čiji život podsjeća na kršćanske korijene Europe. Molim ga, da nam svima pomogne stajati čvrsto uz Krista u našem kršćanskom životu. Neka Krist uvijek zauzima prvo mjesto u našim mislima i djelima!"

### Ton papinstva
Tijekom nastupne sv. mise, promijenjen je prethodni običaj, da svaki kardinal izrazi vjernost papi. Papa je umjesto toga, imao skupinu od dvanaest ljudi, koji su ga pozdravili. Među njima su bili: kardinali, svećenici, bračni par s djetetom, nedavno firmani vjernici i ostali vjernici. Kardinali su praktički prisegnuli na vjernost, već samim izborom pape.
Papa je počeo koristiti otvoreni papamobil, rekavši da je tako htio biti bliže ljudima. Papa Benedikt nastavio je tradiciju svog prethodnika Ivana Pavla II. i krstio nekoliko novorođenčadi u Sikstinskoj kapeli na početku svake godine, u njegovoj pastoralnoj ulozi rimskog biskupa.

#### Beatifikacije
Dana 9. svibnja 2005., Benedikt XVI. počeo je s činom beatifikacije svoga prethodnika, pape Ivana Pavla II. Odluka je objavljena 13. svibnja 2005., na blagdan Gospe Fatimske i 24. obljetnice atentata na Ivana Pavla II. Ivan Pavao II. često je govorio, da je Gospa Fatimska zaslužna što je preživio atentat. Uobičajeno, mora proći pet godina nakon smrti osobe prije otvaranja procesa beatifikacije. U posebnim prilikama, poput ove, ne mora proći pet godina. To se dogodilo i prije, kada je papa Pavao VI. pokrenuo procese beatifikacije za svoje prethodnike, papu Pija XII. i Ivana XXIII. Nakon završetka procesa beatifikacije, papa Benedikt XVI. proglasio je blaženim Ivana Pavla II. 1. svibnja 2011. te proglasio njegovim blagdanom datum, kada je Ivan Pavao II. održao prvu sv. misu kao papa, 22. listopada.
Prve beatifikacije za vrijeme pontifikata Benedikta XVI., dogodile su se 14. svibnja 2005. Novi blaženice postale su: časna sestra Marianne Cope i časna sestra Ascensión Nicol Goñi.
Za vrijeme pape Benedikta XVI., dogodila se beatifikacija Drinskih mučenica u Sarajevu 24. rujna 2011. Beatifikaciju je predvodio papinski izaslanik i pročelnik Kongregacije za proglašenje svetaca salezijanac kardinal Angelo Amato. Među Drinskim mučenicama su i dvije časne sestre rođene u Hrvatskoj: bl. Jula Ivanišević rođena u Godinjaku kraj Starog Petrovog Sela i bl. Bernadeta Banja rođena u Velikom Grđevcu kraj Bjelovara (mađarske nacionalnosti). Papa je odobrio beatifikaciju hrvatskog svećenika Miroslava Bulešića iz Istre, 20. prosinca 2012.
Među ostalim blaženima za vrijeme pontifikata pape Benedikta XVI. su: John Henry Newman, kardinal Clemens August Graf von Galen, Mariano de la Mata, Rosa Eluvathingal, fra Basil Moreau, Celestine od Majke Božje, Giuseppina Nicoli, Hendrina Stenmanns, Maria Rosa Flesch, Marta Anna Wiecka, Michael Sopocko, Petrus Kibe Kasui i 187 mučenika, Susana Paz-Castillo Ramirez, Maria Isbael Salvat Romero.
Za razliku od svog prethodnika, Benedikt XVI. prepustio je beatifikacije kardinalima. Dana 29. rujna 2005., Kongregacija za kauze svetaca izdala je priopćenje, da ubuduće beatifikacije slavi predstavnik pape, obično prefekt Kongregacije.

#### Kanonizacije
Papa Benedikt XVI. predvodio je svoje prve kanonizacije na Trgu svetog Petra, 23. listopada 2005., kada su proglašeni svetima: Josef Bilczewski, Alberto Hurtado SJ, Zygmunt Gorazdowski, Gaetano Catanoso i Felice od Nikozije. Kanonizacije su bile dio sv. mise, čime se obilježilo zaključenje Glavne skupštine Biskupske sinode i Godina euharistije. Papa Benedikt XVI. kanonizirano je nove svece 15. listopada 2006., među kojima su: Rafael Guizar y Valencia, časna sestra Theodore Guerin, Filippo Smaldone i Rosa Venerini.
Tijekom svog posjeta Brazilu 2007., papa Benedikt XVI. predvodio je kanonizaciju Frei Galvãoa 11. svibnja, dok su na svečanosti održanoj u Vatikanu 3. lipnja 2007. kanonizirani: George Preca (osnivač katoličkog društva M.U.S.E.U.M.), Simon od Lipnice, Charles od Mount Argusa i Marie-Eugenie de Jesus. Preca je prvi svetac s Malte; sv. Pavao donio je kršćanstvo na Maltu 60. godine. U listopadu 2008., kanonizirani su: sv. Alphonsa iz Indije, Gaetano Errico, Narcise de Jesus Martillo Moran i Maria Bernarda Bütler. U travnju 2009., kanonizirani su: Arcangelo Tadini, Bernardo Tolomei, Nuno Álvares Pereira, Geltrude Comensoli i Caterina Volpicelli. U listopadu iste godine kanonizirani su: Jeanne Jugan, Otac Damien, Zygmunt Szczęsny Feliński, Francisco Coll Guitart i Rafael Arnáiz Barun.
Dana 17. listopada 2010., papa Benedikt XVI. službeno je proglasio svetima: Andréa Bessetta, Stanislawa Soltysa, Giuliju Salzano i Camillu Battista da Varano; španjolsku časnu sestru Candidu Maria de Jesus Cipitria y Barriola i australsku redovnicu Mariju MacKillop, prvu svetu katoličku osobu s tog kontinenta.
Dana 23. listopada 2011., papa Benedikt XVI. kanonizirao je troje svetih: španjolskoga redovnika Bonifacia Rodriguez y Castra, talijanskog nadbiskupa Guida Maria Confortija i talijanskoga svećenika Luigija Guanellu.
U listopadu 2012., papa Benedikt proglasio je svetima: sv. Catherine Tekakwitha, prvu sveticu Katoličke Crkve crvene rase (Indijanka iz Sjeverne Amerike), Marianne Cope, časnu sestru koja je pomagala gubavcima na Havajima, talijanskog svećenika Giovannija Battista Piamarta, francuskog isusovca Jacquesa Berthieua, španjolsku redovnicu i utemeljiteljicu sestara Bezgrešnog začeća Carmen Salles y Barangueras, filipinskog katehetu i mučenika Pedra Calungsoda i Annu Schäffer, čija je želja da bude misionarka bila neispunjena zbog njezine bolesti.

#### Crkveni naučitelji
Dana 7. listopada 2012. papa Benedikt XVI. proglasio je nove crkvene naučitelje: sv. Hildegarda iz Bingena i sv. Ivana Avilskog. Papa Ivao Pavao II. proglasio je samo jednu crkvenu naučiteljicu sv. Tereziju iz Liseauxa. Nakon ovih proglašenja, ukupno četiri žene su crkvene naučiteljice (prethodno sv. Katarina Sijenska i sv. Terezija Avilska).
Ivan Avilski dao je velik doprinos duhovnoj redovničkoj obnovi u Španjolskoj. Bio je prijatelj sv. Ignacija Lojolskog, osnivača isusovačkog reda. Pomagao je širenju isusovaca u Španjolskoj. Podržao je sv. Tereziju Avilsku u njenom radu na reformi ženske grane karmelićanskog reda. Također je podržao i sv. Ivana od Boga, kada je osnivao ovaj osnivao redovničku zajednicu za pomoć u bolnicama.
Hildegard iz Bingena bila je moćna žena za srednjovjekovno vrijeme. Komunicirala je s papama kao što je Anastazije IV., državnicima kao Abbot Suger, njemačkim vladarima kao što je Fridrik I. Barbarossa i poglavarima samostana kao što je bio Sveti Bernard. Oni su često molili za njene molitve za koje se smatralo da su vrlo efektivne, ili su je pitali za mišljenje. Često je putovala, držeći javne govore, što je bilo gotovo nezamislivo za ženu u to doba.

### Reforma Rimske kurije
Papa je započeo reformu Rimske kurije, kada je spojio četiri postojeća Papinska vijeća u dva u ožujku 2006. godine. Papinsko vijeće za migrante spojio je s Papinskim vijećem za pravdu i mir na čelu s kardinalom Renatom Martinom. Kardinal Paul Poupard, koji je vodio Papinsko vijeće za kulturu, dobio je zadatak voditi i Papinsko vijeće za međureligijski dijalog, iako oba vijeća imaju odvojene dužnosnike i posebno osoblje, a njihov status i nadležnosti ostali su nepromijenjeni. U svibnju 2007., odlučeno je da će Papinsko vijeće za međureligijski dijalog opet postati posebno tijelo pod drugim predsjednikom. U lipnju 2010., Benedikt je osnovao novo Papinsko vijeće za promicanje nove evangelizacije. Nadbiskupom Salvatore Fisichella postao je prvi predsjednik.

### Učenja
Jedna od glavnih uloga Benedikta XVI. kao pape je učiti o katoličkoj vjeri i naći rješenja aktualnih probleme vezanih za vjeru. Tu je ulogu imao i kao bivši pročelnik Kongregacije za nauk vjere. Papa se zalagao za obranu ljudskog života u svakom trenutku, zaštitu svih prava osoba i obitelji, izgradnju pravednog i solidarnog svijeta, poštovanje stvorenoga, međukulturni i međureligijski dijalog.
"Prijateljstvo s Isusom Kristom" je česta tema njegovog propovijedanja. Naglasio je, da o ovom intimnom prijateljstvu, "sve ovisi". Također je rekao, da smo svi pozvani da se otvorimo tom prijateljstvu s Bogom ... govoriti mu kao prijatelju, jer Isus je jedini koji može učiniti svijet i dobrim i sretnim. U svojoj knjizi „Isus iz Nazareta“, naglasio je, da je njegova glavna svrha "pomoći rastu živog odnosa" s Isusom Kristom.
Sacramentum caritatis (hrv. “Sakrament ljubavi“) je apostolski nagovor, koji ima "bogatstvo i raznolikost razmišljanja i prijedloga koji su se dogodili na redovitoj Glavnoj skupštini Biskupske sinode " koja je održana 2006. godine.
Dana 7. srpnja 2007. papa Benedikt XVI. objavio je “Motu proprio Summorum Pontificum“, na zahtjev vjernika. Time se olakšava služenje sv. mise na latinskom jeziku prema misalu iz 1962. (poznatija kao tridentska misa). Grupe vjernika, koje su željele takvu vrstu sv. mise, trebale su dozvolu biskupa, a po novome dovoljno je dopuštenje mjesnog župnika. „Summorum Pontificum“ govori, da svećenici trebaju dozvoliti služenje tridentske mise na zahtjev vjernika i omogućuje se svećenicima, da organiziraju takve mise, na kojima vjernici mogu sudjelovati ako žele.
Osudio je pretjerani konzumerizam, pogotovo među mladima. On je izrekao u prosincu 2007., da su adolescenti, mladež, pa čak i djeca, žrtve i prevareni od strane beskrupuloznih odraslih, koji lažu sebe i njih, uvlačeći ih u odaje konzumerizma, te se čak i tijelo pretvara u objekt.
Crkveni dokument Dignitas Personae iz 2008. godine ponavlja protivljenje kontracepciji, uključujući i novije metode poput kondoma za žene i kontracepcijskih pilula za jutro poslije.
Papa Benedikt XVI. u 2009. godini je izjavio, da korištenje kondoma nije rješenje za suzbijanje AIDS-a, nego još pogoršava postojeće stanje.

#### Diktatura relativizma
Papa smatra diktaturu relativizma kao jedan od glavnih izazova za Crkvu i čovječanstvo. Riječ je o sukobu između dvaju pogleda na svijet: onoga koji vjeruje u postojanje načela i nepromjenjivih vrjednota, koje je Bog upisao u ljudsku narav, te onoga koji drži da ne postoji ništa čvrsto i trajno, nego da je sve relativno s obzirom na vrijeme, mjesta i okolnosti. Ako ne postoje apsolutne vrjednote i objektivna prava, ljudski se život svodi na grozničavu potragu za užitcima te na egoistično zadovoljavanje instinkata i subjektivnih "potreba", prozvanih nova "prava". Volja za moći pojedinca i skupina postaje jedini zakon društva te se uspostavlja, kako tvrdi Benedikt XVI., "diktatura relativizma koji ništa ne priznaje kao konačno i koji kao posljednje mjerilo ostavlja samo vlastiti ja i svoje želje". Ono što Papa na poseban način želi istaknuti je to, da relativizam nije više samo jedan lokalni problem ili možda jedan parcijalni problem koji se tiče samo jednoga segmenta, jednoga dijela života, nego naprotiv, da je relativizam suvremenoga svijeta jedan problem koji je zahvatio sve pore života, sve situacije. Papa predlaže: "Mi vjernici, Crkva, posjedujemo živu istinu, utjelovljenu Istinu Isusa Krista. Tko se s njim susreće nema razloga onda uopće razmišljati o relativističkoj postavci i poimanju, nego dapače, zna da smo pozvani navješćivati kako bismo drugima otkrili puninu istine i onda dali radost života i tako društvo i u politici, filozofiji, znanosti, ekonomiji, u svim drugim segmentima, i u moralu, osposobili ovim novim dahom Kristovim da društvo može živjeti istinsku puninu radosti i života koje je donio Gospodin Isus.
Papa je u govoru u Rimu, 6. lipnja 2005. godine, rekao kako su danas prisutni razni oblici povrede braka poput suživota nevječanih parova (koji godinama žive kao da su u braku, a nikada se nisu vjenčali), poput zajedničkog života zaručnika prije braka (brak na pokus), istospolnih zajednica i sl. Papa smatra, da to nisu djela istinske slobode, već prije izrazi anarhijske slobode. Također, Papa ističe kako je suprotno ljudskoj ljubavi i dubokom pozivu muškarca i žene, da se sprječava rađanje djece u braku (kontracepcijom) ili još gore, da se ugrožava novi začeti život (pobačajem).

#### Enciklike
Papa Benedikt XVI. napisao je tri enciklike: „Deus caritas est“ (hrv. „Bog je ljubav“), „Spe Salvi“ (hrv. „U nadi spašeni“) i „Caritas in veritate“ (hrv. "Ljubav u istini").
U svojoj prvoj enciklici „Deus Caritas Est“, Papa razmišlja o odnosu između svjetovnog i kršćanskog shvaćanja ljubavi, potiče na aktivnije svjedočenje kršćana u društvu, prije svega promicanjem društvene pravde. Papa preuzima temu iz Prve Ivanove poslanice (14,6): »Bog je ljubav, i tko u ljubavi ostaje, u Bogu ostaje, i Bog u njemu«, i obrađuje ju u dva dijela. U prvom dijelu enciklike Papa filozofski, filološki i teološki obrađuje pojam «ljubav» te polazeći od starogrčkog pojma «eros», koji označava poglavito tjelesnu ljubav, analizira različite oblike ljudske ljubavi. Svoje razmatranje uzdiže na koncu do nadnaravne ljubavi između Boga i čovjeka. U drugom dijelu enciklike Papa naglašava, da Crkva treba izvršavati zapovijed ljubavi koju je dobila od svog Učitelja, Isusa Krista. Ona to čini preko karitativne djelatnosti, započete još u prvim stoljećima svog postojanja u obliku službe pomaganja potrebitima koja se zvala «diakonia». Nakon ukazivanja na neka pogrešna shvaćanja karitativnog rada Crkve tijekom povijesti, u okviru čega podsjeća na dugu i plodnu tradiciju socijalnog nauka Crkve, Papa pojašnjava što bi on uistinu trebao biti, te encikliku završava poticajem na molitvu kojom karitativni rad treba biti nadahnut i hranjen.
Druga enciklika „Spe Salvi“, o kreposti nade, objavljena je 30. studenog 2007. U uvodu Papa izlaže da "nam je Otkupljenje, naime, dano u smislu da nam je dana nada, pouzdana nada, zahvaljujući kojoj se možemo lakše nositi sa sadašnjošću: sadašnji trenutak, ma koliko težak bio, može se živjeti i prihvatiti ako vodi ka nekom cilju, ako u taj cilj možemo biti sigurni i ako je taj cilj tako velik da opravdava trud koji je uožen u prijeđeni put."
Treća enciklika pod nazivom „Caritas in veritate“ potpisana je 29. lipnja 2009. (blagdan sv. Petra i Pavla) i objavljena 7. srpnja 2009. U njoj, Papa nastavlja crkvena učenja o socijalnoj pravdi. Osudio je prevladavajući gospodarski sustav "gdje su pogubne posljedice grijeha evidentne", te je pozvao ljude, da otkriju etiku u poslovnim i ekonomskim odnosima. Papa u ovoj enciklici poziva sve odgovorne ljude u politici, gospodarstvu i financijskom sustavu, da poduzmu sve kako bi ljude zaštitili od dalekosežnih gospodarskih kataklizmi. Bolja je budućnost moguća samo ako svi odgovorni ponovno otkriju temeljne etičke vrijednosti na kojima je moguće graditi bolji svijet. U gospodarstvu profit ne smije biti jedini kriterij i cilj.

### Međureligijski dijalog
Papa Benedikt XVI. bio je otvoren za međureligijski dijalog te je nastojao poboljšati odnose tijekom svog pontifikata. U prosincu 2008. godine izjavio je: "Međukulturni i međureligijski dijalog je prioritet, ali se ne smije popustiti relativizmu i sinkretizmu. Kršćani su uvijek spremni promicati međukulturni i međureligijski dijalog, u svrhu poticanja suradnje u temama od obostrane koristi, poput dostojanstva ljudske osobe, traženja općeg dobra, izgradnje mira i razvoja. " Tijekom posjeta SAD-u, Papa je posjetio jednu židovsku sinagogu u New Yorku, susreo se u Washingtonu s oko 200 predstavnika drugih religija, kršćana i nekršćana. Muslimanima je Papa rekao da međureligijski dijalog "cilja na nešto više od običnoga pristanka da uznapreduje mir". Najveći cilj dijaloga jest "otkriti istinu" i držati "u srcu svih ljudi budnima bitna i najdublja pitanja". Susreti sa Židovima i muslimanima bili su središnji događaji drugog dana posjete Izraelu pape Benedikta XVI. u svibnju 2009. godine. Prilikom posjete Libanonu 2012. godine osudio je fundamentalizam kao falsifikaciju vjere i istaknuo da je stvaranje mira zadaća svih religija. Pohvalio je vjerski suživot u zemlji kao primjer za Bliski istok i ostali svijet, navodeći da "Libanon pokazuje cijelome svijetu da unutar jedne nacije mogu surađivati razne crkve, kao i svi dijelovi Katoličke crkve u zajedničkoj bratskoj sprezi s ostalim kršćanima i braćom drugih religija".

### Putovanja
██ Zemlje koje je pohodio Benedikt XVI.:
| 2005. godina: Njemačka (18. − 21. kolovoza) 2006. godina: Poljska (25. − 28. svibnja) Španjolska (8. − 9. srpnja) Njemačka (9. − 14. rujna) Turska (28. stud. − 1. prosinca) 2007. godina: Brazil (9. − 13. svibnja) Austrija (7. − 9. rujna) 2008. godina: SAD (15. − 20. travnja) Australija (13. − 21. srpnja) Francuska (12. − 15. rujna) 2009. godina: Kamerun (17. − 20. ožujka) Angola (20. − 23. ožujka) Jordan (8. − 11. svibnja) Izrael (11. − 13. svibnja) Palestina (13. − 15. svibnja) Češka (26. − 28. rujna) | 2010. godina: Malta (17. − 18. travnja) Portugal (11. − 14. svibnja) Cipar (4. − 6. lipnja) UK (16. − 19. rujna) Španjolska (6. − 7. studenog) 2011. godina: Hrvatska (4. − 5. lipnja) San Marino (19. lipnja) Španjolska (18. − 21. kolovoza) Njemačka (22. − 25. rujna) Benin (18. − 20. studenog) 2012. godina: Meksiko (23. − 26. ožujka) Kuba (26. − 29. ožujka) Libanon (14. − 16. rujna) |

Kao papa, Benedikt XVI. provodio je brojne apostolske aktivnosti, uključujući putovanja diljem svijeta te u Vatikanu.
Benedikt XVI. puno je putovao tijekom prve tri godine njegova papinstva. Osim putovanja po Italiji, Papa je tada dvaput posjetio svoju domovinu Njemačku, jedanput za Svjetski dan mladih u Kölnu, a drugi put posjetio je gradove djetinjstva. Također je posjetio Poljsku i Španjolsku, gdje je oduševljeno primljen.
Njegov posjet Turskoj, većinski muslimanskoj naciji, u početku je bio u sjeni polemika o predavanju, koje je imao u Regensburgu. Njegov posjet pratili su nacionalistički i islamski prosvjednici te je bio pod velikim mjerama sigurnosti. Međutim, putovanje je otišlo u dobrom smjeru i Papa je objavio zajedničku deklaraciju s ekumenskim patrijarhom Bartolomejem I. u pokušaju, da se počne liječiti jaz između Katoličke i Pravoslavne Crkve.
Godine 2007. Papa je posjetio Brazil, sudjelovao na Biskupskoj konferenciji i proglasio svetim fra Antonija Galvãoa. U lipnju je hodočastio u pastoralni posjet Asizu, rodnom mjestu sv. Franje. U rujnu iste godine, Papa je bio u trodnevnom posjetu ustriji, tijekom kojeg se pridružio glavnom rabinu Beča, Paulu Chaimu Eisenbergu, u obilježavanju spomena na 65,000 bečkih Židova koji su poginuli u nacističkim logorima smrti. Tijekom boravka u Austriji, također je slavio sv. misu u marijanskom svetištu Mariazell i posjetio je opatiju Heiligenkreuz.
U travnju 2008. Papa je imao svoj prvi posjet Sjedinjenim Američkim Državama. Tijekom boravka u Washingtonu, Papa se obratio predstavnicima američkih katoličkih sveučilišta, sastao se s čelnicima ostalih svjetskih religija i slavio sv. misu na stadionu s 47.000 ljudi. Papa se također privatno sastao sa žrtvama seksualnog zlostavljanja od strane svećenika. U New Yorku se obratio Općoj skupštini UN. U New Yorku je slavio sv. misu u katedrali sv. Patrika, susreo se s djecom s posebnim potrebama i njihovim obiteljima, te imao susret s 25.000 katoličke mladeži. Na zadnji dan posjeta, posjetio je Svjetski trgovački centar i održao misu na stadionu Yankee-a.
U srpnju 2008. Papa je otputovao u Australiju, da prisustvuje Svjetskom danu mladih u Sydneyu. Dana 19. srpnja, u katedrali sv. Marije ispričao se za zlostavljanja djece, od strane australskih svećenika. Dana 13. rujna 2008. slavio je sv. misu na otvorenom u Parizu pred 250,000 ljudi, te je osudio moderni materijalizam - poklepu za novcem, imetkom i moći kao današnju kugu, uspoređujući je s poganstvom.
Godine 2009., posjetio je Afriku (Kamerun i Angolu) po prvi put kao papa. Tijekom svog posjeta, on je predložio, da se promijeni seksualno ponašanje kao rezultat širenja AIDS-a, i pozvao katolike, da se odopru čarobnjaštvu. Posjetio je Bliski istok (Jordan, Izrael i Palestinu) u svibnju 2009.
U rujnu 2009. imao je vrlo sadržajan posjet Ujedinjenom Kraljestvu. Benedikt XVI. kao prvi papa stupio u Westminstersku opatiju, a s poglavarom Anglikanske Crkve, canterburyjskim nadbiskupom Rowanom Wiliamsom molio je za jedinstvo kršćana. U homiliji mladima u Bellahouston parku u Glasgowu poručio: "Potičem vas da živite život dostojan našeg Gospodina i vas samih. Mnogo se kušnji svaki dan pred vas stavlja – droge, novac, seks, pornografija, alkohol – a svijet vam govori da će vam one donijeti sreću, no ove su stvari razarajuće i razdjeljujuće. Ima samo jedna stvar koja traje: ljubav Isusa Krista za svakoga od vas ponaosob. Tražite ga, upoznajte ga i uzljubite ga i on će vas osloboditi od robovanja svjetlucavom, ali površnom postojanju koje vam često predlaže današnje društvo. Ostavite ono što je bezvrijedno i spoznajte svoje vlastito dostojanstvo djece Božje."
Papa Benedikt XVI. bio je par puta žrtva sigurnosnih propusta unutar Vatikana. Dana, 6. lipnja 2007. tijekom opće audijencije, jedan je mladi Nijemac (27) pokušao skočiti ispred otvorenog papinskog vozila. No, Papa ga vjerojatno nije ni stigao primijetiti, jer je iste sekunde na mladića skočilo najmanje 8 pripadnika službe sigurnosti. Iako je uhićen i odveden u policiju, mladićevi motivi nisu otkriveni, no po svemu sudeći nije bila riječ o terorističkom napadu. Dana, 24. prosinca 2009., dok je Papa išao prema oltaru, kako bi proslavio polnoćku u bazilici svetog Petra, 25. godišnja djevojka preskočila je ogradu i skočila je na Papu, koji je pao na tlo. Papa se ustao i nastavio ići prema oltaru. Pri Papinom padu, pao je i kardinal Roger Etchegaray, 87, godišnji prodekan Kardinalskog zbora i pretrpio frakturu kuka. Talijanska policija izvijestila je, da je ista žena i ranije pokušala prići Papi na prethodnoj sv. misi za Badnjak, ali je bila spriječena. U svojoj propovijedi, papa je oprostio djevojci i pozvao svijet, da se "probudi" iz sebičnosti i sitničarija i nađe vremena za Boga i duhovna pitanja.
Od 17. do 18. travnja 2010., Papa je bio na apostolskom putovanju na Malti. Nakon sastanaka s raznim dostojanstvenicima prvog dana na otoku, 50,000 ljudi okupilo se na papinskoj misi u Floriani, za vrijeme koje je padala lagana kiša. Papa se također sastao s malteškom mladeži u Valletti, gdje se okupilo oko 10,000 mladih. Tijekom svog posjeta, Papa je ganut do suza, izrazio žaljenje za sramotne slučajeve zlostavljanja na Malti, tijekom 20-ak minuta susreta sa žrtvama.
Posljedna država koju je posjetio od 14. do 16. rujna 2012. bio je Libanon. Ovaj posjet bio je među najsloženijima po pitanju sigurnosti zbog lokalnih radikalnih skupina i građanskog rata u susjednoj Siriji, a uz libanonsku vojsku i snage sigurnosti Svetog Oca osiguravalo je i više stotina pripadnika šijitskog Hezbolaha. Papa je u Libanonu posjetio četiri libanonska patrijarhata, predstavnike kršćanskih nekatoličkih vjeroispovijesti, te muslimanskih zajednica šijita, alavita, sunita i Druza.

#### U Hrvatskoj
Boravio je u Hrvatskoj od 6. do 8. studenog 2001. godine, kad je kao pročelnik Kongregacije za nauk vjere stigao na znanstveni skup kojim je obilježena 20. obljetnica smrti kardinala Franje Šepera. Hrvatski kardinal Franjo Šeper bio je prethodnik Benedikta XVI. na mjestu pročelnika Kongregacije za nauk vjere. Kardinal Ratzinger boravio je u Hrvatskoj 3 dana u pratnji tajnika Tarcisija Bertonea. Predvodio je sv. misu u zagrebačkoj katedrali, susreo se s hrvatskim biskupima i hodočastio u Hrvatsko nacionalno svetište Majke Božje Bistričke u Mariji Bistrici.
Kao papa posjetio je Hrvatsku 4. i 5. lipnja 2011. godine, pod geslom "Zajedno u Kristu". Prilikom dolaska u Zračnu luku Zagreb, Papa je u svom prvom govoru tijekom svečanosti dobrodošlice u nazočnosti najviših predstavnika Crkve i države, prisjetio se i triju pastoralnih posjeta blaženoga Ivana Pavla II. Hrvatskoj te zahvalio Gospodinu za dugu povijest vjernosti, koja povezuje Hrvatsku sa Svetom Stolicom. Papa se susreo s hrvatskim predsjednikom dr. Ivom Josipovićem u Uredu predsjednika na Pantovčaku te s premijerkom Jadrankom Kosor u Apostolskoj nuncijaturi u Zagrebu.
U HNK-u, Papa se susreo s osobama iz javnog života, kulture, znanosti, politike, gospodarstva i športa, s predstavnicima vjerskih zajednica te s članovima diplomatskog zbora. Glavni događaj prvoga dana Apostolskog posjeta Pape bilo je bdjenje s mladima na Trgu bana Jelačića u Zagrebu. Papa je mladima među ostalim poručio: "Mladost je vrijeme koje Gospodin daruje da biste mogli otkriti značenje postojanja, vrijeme velikih obzora, snažno življenih osjećaja, ali i strahova zbog zahtjevnih i trajnih odluka, teškoća u učenju i radu, pitanja o otajstvu boli i trpljenja. Ali i više od toga, to divno vrijeme života u sebi nosi duboku čežnju, koja ne poništava sve ostalo, nego ga uzdiže kako bi mu dala puninu."
Drugog dana Apostolskog posjeta, bilo je euharistijsko slavlje povodom Prvoga nacionalnog susreta hrvatskih katoličkih obitelji na zagrebačkom hipodromu. Primijetivši kako je obitelj danas, kada se širi sekularizacija koja Boga života gura na rub te donosi rastuću razjedinjenost obitelji, suočena s teškoćama i prijetnjama, Sveti Otac je pozvao obitelji da se trajno obvežu učiti djecu moliti, da ih približe sakramentima i čitaju zajedno Sveto pismo, riječju da budu "poput male Dvorane posljednje večere, poput one Marijine i učenika, u kojoj se živi jedinstvo, zajedništvo, molitva". Mladima je poručio, da ne popuštaju sekulariziranom mentalitetu koji nudi suživot kao pripravu ili čak kao zamjenu za brak. Papa se susreo s predstavnicima duhovnih zvanja (biskupi, svećenici, redovnici, redovnice, bogoslovi i sjemeništarci) na molitvi večernje u zagrebačkoj katedrali istoga dana. Posebno je pohvalio blaženoga Alojzija Stepinca kao "neustrašivoga pastira, primjera apostolskog žara i kršćanske čvrstoće, čiji herojski život još i danas prosvjetljava vjernike hrvatskih biskupija, podržavajući ih u vjeri i crkvenom životu." Nakon toga, završio je svoj Apostolski posjet Hrvatskoj, odletjevši iz zagrebačke Zračne luke prema Rimu. Prema ravnatelju Tiskovnog ureda Svete Stolice o. Federicu Lombardiju, na bdjenju je, sudjelovalo oko 50.000 vjernika, njih 30.000 na Trgu, a ostali pred katedralom i u obližnjim ulicama, a na misi na hipodromu sudjelovalo je više od 400.000 vjernika.

### Borba protiv seksualnog zlostavljanja
Do 2001., godine, biskupije su bile zadužene za rješavanje slučajeve seksualnih zlostavljanja unutar Crkve i za discipliniranje počinitelja. Godine 2001. kardinal Ratzinger uvjerio je papu Ivana Pavla II., da prebaci nadležnost na Kongregaciju za nauk vjere. Prema Johnu L. Allenu Jr., Joseph Ratzinger je u sljedećim godinama odlučio poraditi na tom problemu i rješavati slučajeve. U ulozi prefekta Kongregacije za nauk vjere "vodio je važne promjene koje su napravljene u crkvenom zakonu, poput postroženja kazni, proširenja ovlasti i ukidanja zastare za djela seksualnog zlostavljanja".
Prema Charlesu J. Scicluni, koji je bio tužitelj u slučajevima seksualnog zlostavljanja, "kardinal Ratzinger pokazao je veliku mudrost i čvrstoću u rukovanju tim slučajevima, također pokazao je veliku hrabrost u suočavanju s nekim od najtežih slučajeva, bez iznimke".
Jedan od slučajeva, bila je istraga nad meksičkim svećenikom Marcialom Macielom Degolladom, osnivačem Kristovih legionara, koji je bio optužen za seksualno zlostavljanje. Kardinal Ratzinger zalagao se za njegovu kaznu, ali to nekoliko godina nije bilo moguće, jer su postojali otpori toj odluci. Kasnije je ipak zalaganjem Ratzingera otpušten iz svećeničke službe 2006. godine.
U ožujku 2010., Papa je poslao pastoralno pismo katolicima u Irskoj u vezi slučajeva seksualnog zlostavljanja od strane katoličkih svećenika nad maloljetnicima, izražavajući žaljenje i obećavajući promjene u načinu rješavanja slučajeva zlostavljanja. Papa je prilikom posjeta Malti obećao, da će uvesti mjere koje bi zaštitile mlade ljude u budućnosti i privođenje pravdi svećenika koji su bili odgovorni za zlostavljanja.
U knjizi "Svjetlo svijeta", papa je o zlostavljanjima rekao: "posebno je težak grijeh kada netko tko zapravo ljudima treba pomoći da dođu do Boga, komu se povjeri dijete, mlad čovjek, da bi našli Gospodina, takve osobe zlorabi i odvodi od Gospodina. Time vjera kao takva postaje nevjerodostojna, Crkva se više ne može uvjerljivo predstavljati kao Gospodinova navjestiteljica. Sve nas je to zaprepastilo i mene potresa kao i prije u dubini bića. No Gospodin nam je također rekao da će u pšenici biti i kukolja – ali da će sjeme, njegovo sjeme, i dalje rasti. U to se uzdamo.

### Ruho
Papa Benedikt XVI. je ponovno uveo neke papinskih predmeta koji su se prestali nositi. Papa Benedikt XVI. nastavio je nositi tradicionalne crvene papinske cipele, koje su korištene još od rimskog doba, ali su prestale biti u uporabi tijekom pontifikata pape Ivana Pavla II. Suprotno početnim nagađanjima medija kako je cipele izradila talijanska modna kuća "Prada", Vatikan je objavio kako je cipele izradio papin postolar.
21. prosinca 2005. godine, papa je nosio camauro, tradicionalnu papinsku zimsku kapu. Camauro je posljednji put nosio papa Ivan XXIII. (1958. – 1963.). Dana 6. rujna 2006. godine, papa je započeo nositi Cappello Romano, šešir širokog oboda za uporabu na otvorenom.

### Odreknuće
Papa Benedikt XVI. najavio je svoj dobrovoljni odlazak s mjesta pape 11. veljače 2013. Tada je izjavio: »Duboko svjestan težine toga čina, u punoj slobodi, izjavljujem da se odričem službe Rimskog biskupa, nasljednika svetog Petra, koju su mi 19. travnja 2005. povjerili kardinali, tako da će od 28. veljače 2013., od 20 sati, stolica svetog Petra biti upražnjena (sede vacante) i trebat će se sazvati – od strane onih kojima je to zadaća – konklave za izbor novog pape« Obrazložio je to riječima: "Nakon što sam više puta pred Bogom preispitao svoju savjest, došao sam do sigurnosti da mi moje snage, zbog poodmakle dobi, više ne dopuštaju vršiti na prikladan način papinsku službu".
Papa je u nedjelju 24. veljače molio svoj posljednji Angelus s hodočasnicima okupljenima na Trgu sv. Petra u Vatikanu: »Gospodin me zove da se 'uspnem na goru', da se još više posvetim molitvi i razmatranju. Ali to ne znači napustiti Crkvu, štoviše, ako to Bog traži od mene, to je upravo zato da joj mogu nastaviti služiti istim predanjem i ljubavlju kojom sam to činio do sada, ali na način koji više odgovara mojoj dobi i mojim snagama.«
Dana 27. veljače pred 200 000 vjernika održao je posljednju audijenciju na Trgu svetog Petra u Vatikanu. "Ne obnašam više službenu vlast upravljanja Crkvom, nego u službi molitve ostajem, tako reći, u dvorištu svetog Petra", rekao je papa Benedikt XVI. u katehezi na posljednjoj općoj audijenciji u svom pontifikatu. "Preuzimajući papinsku službu znao sam da me time Gospodin zauvijek obvezao. Svojom odlukom da se odreknem aktivnog vršenja te službe to se ne opoziva. Ne vraćam se u privatni život, u život putovanja, susreta, primanja, predavanja i drugo. Ne ostavljam križa, već ostajem na novi način uz Gospodina Raspetog. Ne obnašam više službenu vlast upravljanja Crkvom, nego u službi molitve ostajem, tako reći, u dvorištu svetog Petra", istaknuo je Papa. Biranim se riječima zahvalio svima: kardinalima, svojim najbližim suradnicima, posebno spomenuvši državnog tajnika kardinala Tarcisija Bertonea, Državnom tajništvo i Rimskoj kuriji, Rimskoj biskupiji, biskupima i svećenicima i svim vjernicima te Diplomatskom zboru pri Svetoj Stolici.
Papa je posebno pozdravio i hrvatske hodočasnike: "Srdačno pozdravljam sve hrvatske hodočasnike! Dragi prijatelji, hvala na vašoj ljubavi i blizini. Pod zaštitom Majke Marije, ostanimo povezani u molitvi i vjeri u Krista Uskrslog. Rado blagoslivljam vas i vaše obitelji. Hvaljen Isus i Marija!" rekao je Papa na hrvatskome jeziku. Na kraju je Papa predvodio molitvu "Oče naš" te blagoslovio sve okupljene. Benedikt XVI.  zadržao je svoje papinsko ime, a titula koju nosi je "pontifex emeritus", odnosno počasni biskup Rima.
Benediktovo se odrekmuće u filozofskim i teološkim krugovima povezivalo s »velikim odbijanjem« pape Celestina V., kako je Dante opisao istovjetnu odluku tog Petrovog nasljednika.

## Naslovi i titule
Službena titula bivšeg pape je: "Njegova Svetost Benedikt XVI., Vrhovni svećenik emeritus ili papa emeritus". Manje formalno naziva se papa emeritus ili rimski pontifex emeritus.
Kao papa, njegov rjeđe korišteni naslov, bio je: "Njegova Svetost Benedikt XVI., rimski biskup, vikar Isusa Krista, nasljednik prvaka apostola, vrhovni poglavar cijele Crkve, primas Italije, nadbiskup i metropolit rimske crkvene pokrajine, suveren države Vatikan, sluga slugu Božjih."
Najpoznatiji naslov, a to je "papa", ne pojavljuje se u službenom popisu naslova. Umjesto nje obično se koristi kratica "PP", koja znači pastor pastores, u prijevodu pastir pastira.
Prije 1. ožujka 2006. godine, u popisu naslova također je bio i "patrijarha Zapada", koji bi se tradicionalno pojavio u tom popisu naslova prije "primasa Italije". Naslov "patrijarha Zapada" prvi put uvedena u papinskom dvoru 1870. godine za vrijeme Prvog vatikanskog koncila u publikaciji "Annuario Pontificio" i uklonjen u izdanju iz 2006. godine. Papa Benedikt je odlučio ukloniti naslov jer se kod dijaloga s pravoslavnim crkvama usredotočuje na pitanje papinskog primata.

## Zanimanja
Benedikt XVI. je najpoznatiji po svome zanimanju za klasičnu glazbu, te je vrstan pijanist. Papi emeritusu najdraži glazbenik je Wolfgang Amadeus Mozart. Benedikt je izjavio kako: "Njegova glazba je nipošto samo za zabavu, ona sadrži cijelu tragediju ljudskog postojanja." Benedikt je također izjavio da je Mozartova glazba uvelike utjecala na njega kao mladića i duboko prodrla u njegovu dušu. Omiljena glazbena djela su mu djela glazbe su Mozartovi Koncert za klarinet i Kvintet klarinet. Također je snimio i album suvremene klasične glazbe u kojoj pjeva i recitira molitve Blaženoj Djevici Mariji. Album je izdan 30. studenog 2009. godine.
On je također poznat po brizi o mačkama. Kao kardinal, Ratzinger je bio poznat (prema bivšim susjedima) da se brine o mačkama lutalicama iz susjedstva. Knjiga "Joseph and Chico: A Cat Recounts the Life of Pope Benedict XVI" koja je objavljen 2007. govori o papinom životu prepričanom iz perspektive mačke "Chico". Tijekom posjeta Australiji za Svjetski dan mladih 2008. godine mediji su izvijestili da su organizatori festivala posudili papi sivu mačku zvanu "Bella" kako bi mu pravila društvo tijekom svog boravka u Australiji.

### Društvene mreže
U prosincu 2012. godine, Vatikan je objavio da se papa Benedikt XVI. pridružio društvenoj mreži Twitteru, pod nazivom @Pontifex. Njegov prvi tweet objavljen je 12. prosinca, a glasio je: »Dragi prijatelji, drago mi je što vam se mogu obratiti putem ove mreže. Zahvaljujem se na vašoj velikodušnosti. Blagoslivljam vas od srca.« Nakon papine abdikacije, 28. veljače 2013. godine, tweetovi su izbrisani, a @Pontifex je glasio »Sede Vacante«. Papa Franjo preuzeo je, po svojem izboru za papu na konklavi, i ponovno pokrenuo korisnički račun @Pontifex.

## Počasti

### Počasni doktorati
Papa Benedikt XVI. dobio je više počasnih doktorata:
- 1984. - Sveučilište St. Thomas (St. Paul, Minnesota, SAD)
- 1986. - Pontifikalno katoličko sveučilište Perua
- 1987. - Katoličko sveučilište Eichstätt-Ingolstadt
- 1988. - Katoličko sveučilište u Lublinu u Poljskoj
- 1998. - Sveučilište Navarra (Pamplona, Španjolska)
- 1999. - Slobodno sveučilište Maria SS Assunta Rim (počasni doktorat prava)
- 2000. - Sveučilište u Wroclawu, Poljska; (počasni doktorat teologije)
- 2005. - Sveučilište Babes-Bolyai u Cluj-Napoci u Rumunjskoj

### Počasni građanin
Papa Benedikt XVI. proglašen je počasnim građaninom više mjesta:
- 1987. - Pentling, kraj Regensburga, njegovo glavno njemačko boravište
- 1997. - Marktl, rodno mjesto
- 2005. - Traunstein, mjesto u koje je išao u školu
- 2006. - Altötting
- 2006. - Regensburg, u kojem je radio kao profesor
- 2006. - Aschau na Innu, tu je išao u školu
- 2007. - Tittmoning, u kojem je proveo dio djetinjstva
- 2008. - Brixen, u koji je išao na odmor kao kardinal i papa
- 2009. - Mariazell, marijansko svetište koje je posjetio kao papa 2007.
- 2009. - Introd u Valle d'Aosta, gdje je ljetovao kao papa
- 2010. - Romano Canavese
- 2010. - Lisabon, koji je posjetio 11. – 12. svibnja 2010.
- 2010. - Freising, gdje je studirao, bio zaređen za svećenika 1951., bio lektor i nadbiskup
- 2011. - Natz-Schabs u Južnom Tirolu; odakle potječu njegova baka i prabaka

### Ostali oblici počasti
Asteroid 8661 Ratzinger je nazvan u čast njegove uloge koju je odradio nadzirući otvaranje vatikanskih arhiva 1998. godine.
Talijanska pošta izdala je 2023. poštansku marku s natpisom „Papa Benedetto XVI 2005 - 2013” (godine pontifikata).

## Grb
Grb pape Benedikta XVI. je dizajnirao nadbiskup Andrea Cordero Lanza di Montezemolo, a sastoji se od štita i vanjskih ornamenata. Štit je podijeljen zakrivljenim linijama koje se spuštaju od gornjeg središta štita na obje strane. Gornji dijelovi su zlatni (žuti), a osnova je crvena. U gornjem desnom dijelu (lijevom s točke gledišta promatrača) je glava Maura u prirodnim bojama koji nosi krunu i kragnu. U gornjem lijevom dijelu je smeđi medvjed u prolazu u prirodnim bojama noseći crvenu kutiju. Na osnovi je zlatna školjka.
- Školjka: Simbolizam školjke je višestruk. Sveti Augustin je jednom šetao uz obalu mora, razmišljajući o neshvatljivoj tajni Svetog Trojstva. Naišao je na dječaka koji je školjkom sipao morsku vodu u malu rupu. Kada ga je Augustin pitao što radi, on mu je odgovorio: "presipa more u ovu rupu." Tako je Augustin shvatio da čovjek nikada neće prodrijeti u dubine tajne Boga. Dok je bio doktrinalni kandidat 1953., Joseph Ratzinger je napisao disertaciju "Narod Božji i Kuća Božja u Augustinov učenjima o Crkvi", i stoga ima osobnu povezanost s mislima ovog velikog učitelja Crkve.
- Maur iz Freisinga: Maorska glava je heraldička oznaka vezana za Freising (Njemačka). Podrijetlo ove glave poznate i kao "caput ethiopicum'" nije potpuno razjašnjeno. Glava koja gleda ulijevo se pojavljivala na grbu stare kneževine Freising najranije 1316. godine.
- Medvjeda svetog Korbinijana: Legenda kaže da je na putu za Rim, konja nosača svetog Korbinijana ubio medvjed. On je naredio medvjedu da nosi teret. Kada su stigli, Korbinijan ga je oslobodio službe i medvjed se vratio u Bavarsku. Implikacija ove priče je kako je kršćanstvo ukrotilo i pripitomio divljaštvo poganstva i tako stvorilo temelje za veliku civilizaciju u Vojvodstvu Bavarske.

## Djela

### Enciklike
- 2006.: Deus caritas est
- 2007.: Spe salvi
- 2009.: Caritas in veritate
- Započeo je encikliku Lumen fidei koju je dovršio njegov nasljednik Franjo.

### Apostolske pobudnice
Izbor iz apostolskih pobudnica.
- Sacramentum caritatis
- Verbum Domini
- Africae munus
- apostolska konstitucija Anglicanorum coetibus
- Motuproprij o aprobaciji i objavljivanju Kompendija katekizma Katoličke Crkve.
- Motuproprij De aliquibus mutationibus in normis
- Motuproprij Summorum Pontificum
- Motuproprij Antiqua ordinatione
- Motuproprij Ecclesiae unitatem
- Motuproprij Omnium in mentem
- Motuproprij Ubicumque et semper
- Motuproprij Porta fidei
- Motuproprij Latina lingua

### Znanstveni radovi
"Benedikt XVI. je jedan od teologa koji zna kvantnu fiziku. Prije 45 godina Ratzinger je pisao znanstvene radove o interpetaciji kvantne fizike i to je povezao s teologijom. I baš se on bavi pitanjem koje je jedno od barijera u znanstvenoj spoznaji - da nema i nikad ne će biti putanje elektrona u atomu."Vjerojatno ti Talijani ne znaju za tu činjenicu u vezi Pape." (Osvrt akademika Paara na događaj aktualnog posjeta pape Benedikta XVI. rimskom sveučilištu La Sapienza, izlaganje na temu odnosa vjere i egzaktne znanosti. Govor održan u Sveučilištu u Zadru 17. siječnja 2007.)
Ratzinger je objavio radove u kojima je citirao radove Nielsa Bohra, von Weizsäckera i drugih. Iz tih je radova vidljivo da razumije problem Heisenbergove relacije neodređenosti i problem gibanja u svijetu atoma.
- Benedikt XVI. Letzte Gespräche. Mit Peter Seewald. München, Droemer 2016, ISBN 978-3-426-27695-2. (Platz 1 der Spiegel-Bestsellerliste vom 24 bis zum 30. September 2016)
- Geistliche Schriftlesungen. Mit einem Geleitwort von Gerhard Ludwig Müller (Christliche Meister, Bd. 58). Ausgewählt, eingeleitet und herausgegeben von Julian R. Backes, Johannes Verlag Einsiedeln, Freiburg i. Brsg. 2014, 2. Aufl. 2015, ISBN 978-3-89411-422-0.
- Kirchenlehrer der Neuzeit. Mit einem Vorwort von Daniel Eichhorn. Bonn, Lepanto Verlag 2012, ISBN 978-3-942605-04-5.
- Jesus von Nazareth (Trilogie über die Gestalt und Botschaft Jesu Christi), Herder, Freiburg im Breisgau-Basel–Wien, 2007–2012 (Band I: Platz 1 der Spiegel-Bestsellerliste vom 30. April bis zum 20. Mai 2007 - Jesus von Nazareth. Von der Taufe im Jordan bis zur Verklärung, Band II: Platz 1 der Spiegel-Bestsellerliste vom 21. März bis zum 3. April 2011 - Jesus von Nazareth. Vom Einzug in Jerusalem bis zur Auferstehung, Band III: Platz 1 der Spiegel-Bestsellerliste vom 3. bis zum 9. Dezember 2012) - Jesus von Nazareth. Die Kindheitsgeschichten
- Licht der Welt. Der Papst, die Kirche und die Zeichen der Zeit. Ein Gespräch mit Peter Seewald, Herder, Freiburg i. Brsg. 2010, ISBN 978-3-451-32537-3
- Kirchliche Bewegungen und neue Gemeinschaften – Unterscheidungen und Kriterien. Neue Stadt, 2007, ISBN 978-3-87996-710-0
- Glaube und Zukunft. Kösel, München 2007, ISBN 978-3-466-36753-5
- Glaube und Vernunft. Die Regensburger Vorlesung. Mit Kommentierungen von Gesine Schwan, Adel Theodor Khoury, Karl Lehmann, Herder Verlag 2007, ISBN 978-3-451-29597-3
- Wort Gottes – Schrift, Tradition, Amt. Freiburg i. Brsg. 2005, ISBN 3-451-28909-1
- Werte in Zeiten des Umbruchs. Freiburg i. Brsg. 2005, ISBN 3-451-05592-9
- Unterwegs zu Jesus Christus. Augsburg 2003, ISBN 3-936484-21-X
- Glaube – Wahrheit – Toleranz. Das Christentum und die Weltreligionen. 2. Aufl., Herder, Freiburg i. Brsg. 2003, ISBN 3-451-28110-4.
- Stephan Otto Horn, Vinzenz Pfnür (Hrsg.): Gott ist uns nah. Eucharistie: Mitte des Lebens. Augsburg 2001, ISBN 3-929246-69-4
- Gott und die Welt. Glauben und Leben in unserer Welt. Ein Gespräch mit Peter Seewald. Köln 2000, ISBN 3-426-77592-1
- Der Geist der Liturgie. Eine Einführung. 4. Aufl., Freiburg i. Brsg. 2000, ISBN 3-451-27247-4
- Aus meinem Leben. (1927–1977). Stuttgart 1998, ISBN 3-453-16509-8
- Vom Wiederauffinden der Mitte. Texte aus vier Jahrzehnten. Freiburg i. Brsg. 1997, ISBN 3-451-26417-X
- Im Anfang schuf Gott. Vier Predigten über Schöpfung, Fall und Konsequenzen des Schöpfungsglaubens. Johannes, Neuausg. 1996. ISBN 3-89411-334-0
- Salz der Erde. Christentum und katholische Kirche an der Jahrtausendwende. Ein Gespräch mit Peter Seewald. Wilhelm Heyne Verlag, München 1996, ISBN 3-453-14845-2
- Das Fest des Glaubens. Versuche über die kirchliche Liturgie. 3. Aufl., Johannes, Einsiedeln 1993, ISBN 3-89411-199-2
- Wahrheit, Werte, Macht. Prüfsteine der pluralistischen Gesellschaft. Freiburg/Basel/Wien 1993, ISBN 3-7820-0812-X
- Zur Gemeinschaft gerufen. Kirche heute verstehen. Freiburg/Basel/Wien 1991, ISBN 3-451-22299-X
- Auf Christus schauen. Einübung in Glaube, Hoffnung, Liebe. Freiburg/Basel/Wien 1989, ISBN 3-451-21481-4
- Abbruch und Aufbruch. Die Antwort des Glaubens auf die Krise der Werte. München 1988, ISBN 3-597-30061-8
- Liturgie und Kirchenmusik. Vortrag zur Eröffnung des VIII. Internationalen Kongresses für Kirchenmusik in Rom im Europäischen Jahr der Musik am 17. November 1985 (Reden zur Musik). Sikorski, H, 1987, ISBN 3-920880-23-4
- Kirche, Ökumene und Politik. Neue Versuche zur Ekklesiologie [Robert Spaemann zum 60. Geburtstag zugeeignet]. Johannes, Einsiedeln 1987, ISBN 3-89411-201-8
- Politik und Erlösung. Zum Verhältnis von Glaube, Rationalität und Irrationalem in der sogenannten Theologie der Befreiung (Rheinisch-Westfälische Akademie der Wissenschaften: G (Geisteswissenschaften), Bd. 279). Opladen 1986, ISBN 3-531-07279-X
- Rapporto Sulla Fede, 1985.
- Die Krise der Katechese und ihre Überwindung. Rede in Frankreich. Mit Reden v. Ryan, Dermot J; Danneels, Gotfried; Macharski, Franciszek (Sammlung Kriterien, 00064). Johannes, Einsiedeln 1983, ISBN 3-89411-200-X
- Das Fest des Glaubens. Versuche zur Theologie des Gottesdienstes. 3. Aufl., Johannes, Einsiedeln 1993, ISBN 3-89411-199-2
- Eschatologie – Tod und ewiges Leben. 2. Aufl., Pustet, Regensburg 2007, ISBN 978-3-7917-2070-8, 1. izd. 1988.
- Glaube, Erneuerung, Hoffnung. Theologisches Nachdenken über die heutige Situation der Kirche. Hrsg. von Kraning, Willi. Leipzig 1981.
- Umkehr zur Mitte. Meditationen eines Theologen. Leipzig 1981.
- Zum Begriff des Sakramentes (Eichstätter Hochschulreden, Bd. 79). München 1979.
- Die Tochter Zion. Betrachtungen über den Marienglaube der Kirche. Einsiedeln 1977.
- Der Gott Jesu Christi. Betrachtungen über den Dreieinigen Gott. Kösel-Verlag, 2006, ISBN 3-466-36716-6
- Dogma und Verkündigung. 3. Aufl., München 1973, ISBN 3-87904-050-8
- Das neue Volk Gottes. Entwürfe zur Ekklesiologie. Patmos, Düsseldorf 1984, ISBN 3-491-71001-4
- Die Einheit der Nationen. Eine Vision der Kirchenväter. Bücherei der Salzburger Hochschulwochen. Salzburg unter anderem 1971.
- Memorandum zur Zölibatsdiskussion, gemeinsam mit u. a. Walter Kasper, Karl Lehmann, Karl Rahner, Rudolf Schnackenburg vom 9. Februar 1970[83]
- Zur Theologie der Ehe, Vortrag im Ökumenischen Arbeitskreis katholischer und evangelischer Theologen (ÖAK) 1968, veröffentlicht durch den ÖAK 1969 in Theologie der Ehe, S. 81 ff., Pustet Regensburg und Vandenhoeck & Ruprecht Göttingen
- Einführung in das Christentum. Vorlesungen über das Apostolische Glaubensbekenntnis. München 1968, ISBN 3-466-20089-X
- Das Problem der Dogmengeschichte in der Sicht der katholischen Theologie. Arbeitsgemeinschaft für Forschungen des Landes Nordrhein-Westfalen: Geisteswissenschaften, Bd. 139. Köln unter anderem 1966.
- Die sakramentale Begründung christlicher Existenz. Freising-Meitingen, 1966
- Die letzte Sitzungsperiode des Konzils (Konzil, Bd. 4). Köln 1966.
- Vom Sinn des Christseins, Drei Predigten. Kösel Verlag, 1966.
- Ergebnisse und Probleme der dritten Konzilsperiode (Konzil, Bd. 3). Köln 1965.
- Die erste Sitzungsperiode des Zweiten Vatikanischen Konzils. Ein Rückblick (Konzil, Bd. 1). Köln 1963.
- Das Konzil auf dem Weg. Rückblick auf die 2. Sitzungsperiode des Zweiten Vatikanischen Konzils (Konzil, Bd. 2). Bachem, Köln 1964.
- Die christliche Brüderlichkeit. München 1960 (Neuauflage Kösel-Verlag, 2006, ISBN 3-466-36718-2).
- Offenbarung und Heilsgeschichte nach der Lehre des heiligen Bonaventura. Habilitationsschrift (Originalfassung), 1955. In: Joseph Ratzinger Gesammelte Schriften, Bd. 2. Offenbarungsverständnis und Geschichtstheologie Bonaventuras, Herder, Freiburg i. Brsg. 2009, ISBN 978-3-451-30130-8.
- Die Geschichtstheologie des heiligen Bonaventura. Habilitationsschrift, München 1959 (eingereichte Fassung = 2. Teil der Originalfassung. Neuauflage: EOS Verlag, St. Ottilien 1992, ISBN 3-88096-081-X).
- Volk und Haus Gottes in Augustins Lehre von der Kirche, Dissertationsschrift, München 1954 (Neuauflage: EOS Verlag, St. Ottilien 2005, ISBN 3-88096-207-3, Münchner theologische Studien 2/7; Neuveröffentlichung in: Joseph Ratzinger Gesammelte Schriften, Bd. 1, Herder, Freiburg i. Brsg. 2011, ISBN 978-3-451-34053-6).
- Wo war Gott?, 2006

## Vanjske poveznice
- Duhovna oporuka pape Benedikta XVI., tekst iz 2006. god. objavljen po njegovoj smrti 31. prosinca 2022. god., kod "Vjera i djela"
- "Ratzinger o sebi godine 2002.", autobiografska prezentacija, "Vjera i djela" 1. siječnja 2023.
- Benedikt XVI. učitelj vjere, priredio Petar Marija Radelj, Varaždinske Toplice: Tonimir, 2022., 129 stranica, MSKB 978-953-383-001-8.
- Pregled djela Josepha Ratzingera / Benedikta XVI., "Vjera i djela" 9. srpnja 2023.
- Benedikt XVI. o blaženom Alojziju Stepincu, "Vjera i djela" 16. travnja 2023.
- Benedikt XVI., Načela o kojima se ne može pregovarati, sudionicima skupa Studijskih dana o Europi Europske pučke stranke 30. ožujka 2006., "Vjera i djela" 15. siječnja 2023.
- Benedikt XVI., Tražiti Boga: Govor svijetu kulture u Parizu 12. rujna 2008.,  "Vjera i djela" 11. ožujka 2023.
- Benedikt XVI., Ljubljena Crkvo u Hrvata : poruke apostolskoga pohoda Hrvatskoj 4. i 5. lipnja 2011., priredio Petar Marija Radelj, Varaždinske Toplice: Tonimir, 2011., 65 stranica, MSKB 978-953-7610-57-9.
- Benedikt XVI., Srce koje čuje: promišljanja o temeljima prava, govor u Reichstagu 22. rujna 2011., "Vjera i djela" 8. veljače 2023.
- Benedikt XVI., Crkva i sablazan spolnih zlostavljanja, preveo i priredio Petar Marija Radelj, Varaždinske Toplice: Tonimir, 2019., 57 stranica, MSKB 978-953-8221-25-5.

### Sestrinski projekti
|  | Zajednički poslužitelj ima stranicu o temi Benedikt XVI.                |
|  | Zajednički poslužitelj ima još gradiva o temi Benedikt XVI.             |
|  | Zajednički poslužitelj ima još gradiva o temi Benedikt XVI. u Hrvatskoj |
|  | Wikizvor ima izvorni tekst Deus caritas est                             |
|  | Wikicitati imaju zbirke citata o temi Benedikt XVI.                     |

### Mrežna sjedišta
- Vatican.va, službene vatikanske stranice
- Deus Caritas Est – enciklika Bog je ljubav
- International Catholic Review Kardinal Ratzinger - članci
- Papa Benedikt XVI. Glas Koncila
- Postupak izbora za papu na primjeru pape Benedikta XVI.
- K-TV – Rome Reports: Abschied von Papst em. Benedikt XVI. (njem.)

| Prethodnik Franjo Šeper | prefekt Kongregacije za nauk vjere | Nasljednik William Levada |